# Kuchisake-onna

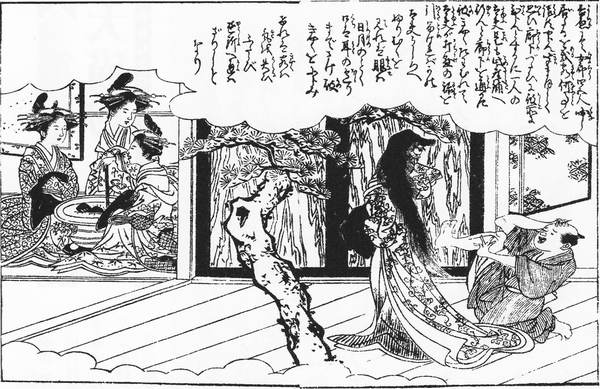
Antica stampa raffigurante una kuchisake-onna.

Nel folklore giapponese, la kuchisake-onna (口裂け-女? "donna dalla bocca spaccata") è una donna avente, da orecchio a orecchio, un'enorme spaccatura che le sfregia la bocca. Questa figura è presente sia nei racconti tradizionali giapponesi, sia nelle moderne leggende metropolitane.

## La leggenda
Centinaia di anni fa (secondo alcune versioni, durante il periodo Heian), viveva una giovane donna, moglie o concubina di un samurai, che essendo molto bella e, per questo motivo, anche molto vanitosa, tradiva il marito. Il samurai (un uomo estremamente geloso), furioso per la cosa, la colpì con la propria katana, aprendole la bocca da orecchio a orecchio e gridandole: «Chi dirà che sei bella, adesso?!».
Da quel momento, la donna iniziò a vagare con il volto coperto da una mascherina e quando incontrava un passante, lo fermava e gli chiedeva: «Kirei da to omou?» («Pensi che io sia bella?»), per poi ripetere la domanda anche dopo essersi tolta la mascherina, rivelando la sua bocca abnorme. 
Secondo diverse voci, dopo essersi smascherata, la Kuchisake-onna:
- divorava le sue vittime con la sua enorme bocca.
- cominciava a ridere in modo agghiacciante, dopo aver spaventato il passante, per poi sparire nel nulla.

Nel caso, invece, la vittima fuggisse, inorridita per l'aspetto della Kuchisake-onna, veniva inseguita e uccisa con una lama di pugnale, sulla soglia della propria casa dopo essere stata sfigurata nello stesso modo in cui lo era stata lei.
Soltanto in due modi, ci si poteva salvare:
- risponderle in maniera vaga, cosa che la confondeva (permettendo di approfittarne per fuggire)[2].
- nel caso si venisse inseguiti, gettarle addosso della frutta (di cui era ghiotta) e approfittare del fatto che si fosse fermata a mangiarla, per fuggire[4].

### Variante della leggenda
Durante il periodo Sengoku, circolò una versione alternativa sulla Kuchisake-onna e ambientata nel quartiere Shinjuku di Edo. 
Uno dei servitori di un nobile locale, finì di lavorare molto tardi; di conseguenza, rincasò a notte inoltrata e sotto la pioggia. Lungo il cammino, notò una donna completamente zuppa d'acqua: impietosito, le si avvicinò per offrirle riparo sotto al suo ombrello; quando, però, la vide in faccia, scoprì che era orribilmente sfigurata da uno squarcio che andava da un orecchio all'altro.

## La leggenda metropolitana

Diagramma raffigurante la conversazione che si può avere con la Kuchisake-onna

Nell'estate del 54º anno del periodo Shōwa (1979) si diffuse in tutto il Giappone una serie di voci incontrollate su una rediviva kuchisake-onna. Sembra infatti che, in quei giorni, una donna con la faccia coperta da una mascherina si aggirasse nei sobborghi bui delle città. Fermato un passante, in genere bambini delle elementari o studenti universitari, gli domandava «Pensi che io sia bella?». Se il malcapitato rispondeva "no", veniva ucciso con le forbici; se rispondeva sì, la donna si toglieva la mascherina chiedendo «E adesso?»: se il ragazzo persisteva nella sua risposta positiva, la donna - sentendosi presa in giro - gli sfregiava il volto in modo che apparisse come il suo; se invece la vittima cambiava risposta e diceva "no" la donna, offesa, lo avrebbe tagliato in due parti uguali.
Queste voci fecero grande presa tra la gente e causarono qualche problema d'ordine sociale perché molti bambini, terrorizzati, non volevano più andare a scuola. Nel 2004 poi, la leggenda della kuchisake-onna ha attraversato il Mar del Giappone (forse attraverso internet) giungendo fino in Corea del Sud.

## In altri media
La recente popolarità della kuchisake-onna ha fatto sì che nascessero riferimenti più o meno espliciti anche nel mondo del cinema:
L'esempio più lampante è l'horror giapponese del 1996 che da questa figura prende il nome e che traspone in chiave moderna il suo mito: una giovane operaia, dietro consiglio del suo ragazzo, si sottopone ad un intervento di chirurgia plastica, il chirurgo però fallisce lasciandole la bocca spaccata da orecchio a orecchio.
Un altro film omonimo, sempre un horror, è uscito in Giappone il 17 marzo 2007 e vede la protagonista nelle vesti di uno spirito che insegue le proprie vittime con un paio di forbici.
Anche nel famoso Ring, in un dialogo all'inizio del film, si discute di come eventi reali a volte portino alla nascita di leggende metropolitane e si accenna ad un incidente automobilistico in cui una donna è rimasta sfigurata in tal modo da far nascere voci di avvistamenti della kuchisake-onna. Questo è un possibile riferimento alle voci che si diffusero in Giappone nel 1979.
Naturalmente, una figura così affascinante non poteva non trovare terreno fertile nel popoloso mondo di anime e manga: sono infatti molte le serie in cui la kuchisake-onna fa almeno una comparsa, in particolare in quelle prodotte negli anni '80 quando era ancora vivo il ricordo delle voci diffusesi nel 1979.
Il Pokémon Jynx, in particolare, ricorda la kuchisake-onna per il suo aspetto femminile e la sua enorme bocca.
Alcuni tratti della leggenda della kuchisake-onna compaiono anche nel film thailandese Coming Soon, uscito nelle sale italiane il 6 agosto 2010, nel quale, infatti, si vede l'antagonista subire una ferita alla bocca dalle labbra fino alle orecchie con un coltello.

### Influenza in occidente
La Kuchisake-onna è sbarcata anche a Hollywood, anche qui ispirando varie produzioni:
- le vicende del film Revenge, Vendetta del 1990 ricordano la parte iniziale del mito della kuchisake-onna, quando la donna del boss viene sfregiata quando questi scopre il suo tradimento.

Nella serie televisiva Nip/Tuck compare frequentemente un personaggio malvagio chiamato "Il Macellaio" che è solito sfregiare il viso delle sue vittime in modo analogo alla kuchisake-onna.

Nella popolare serie di videogiochi Mortal Kombat è presente un personaggio chiaramente ispirato alla kuchisake-onna, chiamato Mileena. Questa creatura, infatti, porta sempre una maschera che copre la zona della faccia fino al naso. Può eseguire una mossa particolare in cui rimuove la maschera e rivela la sua bocca mostruosa; dopo aver fatto ciò divora il suo avversario e ne sputa le ossa.
Nella serie del 2014 della NBC con protagonista il personaggio DC Vertigo, John Constantine, nell'episodio "Danse Vaudou" della prima stagione, appare il fantasma di una modella asiatica (interpretata dall'attrice Chasty Ballesteros) con la faccia sfregiata da una sua collega gelosa in modo simile a Kuchisake-onna, che chiede ai passanti se la trovano bella o brutta, dopo essersi tolta la mascherina che indossava. In entrambi i casi le vittime venivano uccise con delle grandi forbici, ma Chas (l'assistente apparentemente immortale di Constantine) riesce a distrarla mentre John Constantine e Papa Midnite svolgono un rito per far tornare la sua anima nel regno dei morti, alla fine, riuscendoci.